# Oligeria
Oligeria este un gen de molii din familia Lymantriinae.